# Lotería Quina
La Quina es un juego de lotería muy popular en Brasil que fue creado en 1994. Es uno de los juegos de lotería más antiguos de Brasil y se juega en todo el país. La Quina es administrada por la Caixa Econômica Federal, que es una institución financiera controlada por el gobierno brasileño.
La Quina es un juego de lotería en el que los jugadores eligen cinco números de un conjunto de 80. Los jugadores pueden elegir sus números manualmente o utilizar la opción de "apuesta rápida" para seleccionar los números de forma aleatoria. El sorteo de la Quina se lleva a cabo seis días a la semana, de lunes a sábado, a las 8 de la noche, hora de Brasilia.

## Las posibilidades de ganar
Para ganar el premio mayor de la Quina, los jugadores deben acertar los cinco números sorteados. Si más de un jugador acierta los cinco números, el premio se divide entre los ganadores. Si no hay ganadores del premio mayor, el dinero se acumula para el próximo sorteo. Además del premio mayor, la Quina también ofrece premios para aquellos que acierten cuatro, tres o dos números.
La Quina ha entregado varios premios millonarios a lo largo de los años, lo que ha ayudado a hacer que el juego sea aún más popular en Brasil. El premio mayor ha alcanzado varias veces la marca de 10 millones de reales brasileños (alrededor de 1,8 millones de dólares estadounidenses), lo que lo convierte en uno de los juegos de lotería más emocionantes del país.
La Quina es un juego de lotería que es muy popular en Brasil debido a sus emocionantes premios y su fácil accesibilidad. Cualquier persona puede comprar un boleto de la Quina en cualquier lugar donde se venda lotería en Brasil, y los resultados se publican en línea poco después del sorteo. Además, una parte del dinero recaudado por la Quina se utiliza para financiar programas sociales y culturales en todo Brasil, lo que significa que los jugadores pueden sentirse bien al saber que están ayudando a apoyar su país mientras juegan.

## Probabilidad de ganar
Para ganar el premio mayor de la Quina, los jugadores deben acertar los cinco números sorteados, lo que significa que las posibilidades de ganar son de una en 24,040,016. Aunque estas posibilidades pueden parecer extremadamente bajas, es importante tener en cuenta que la Quina ofrece premios para aquellos que acierten cuatro, tres o dos números, lo que aumenta las posibilidades de ganar algo.
Las posibilidades de ganar el segundo premio de la Quina, que se otorga a aquellos que aciertan cuatro de los cinco números sorteados, son de una en 64,106. Las posibilidades de ganar el tercer premio, que se otorga a aquellos que aciertan tres de los cinco números sorteados, son de una en 866. Las posibilidades de ganar el cuarto premio, que se otorga a aquellos que aciertan dos de los cinco números sorteados, son de una en 36.
Es importante tener en cuenta que estas posibilidades son solo una guía y no garantizan que cualquier jugador ganará un premio en particular. Cada sorteo es completamente aleatorio y las posibilidades de ganar siempre serán relativamente bajas. Sin embargo, muchos jugadores de la Quina disfrutan del juego por la emoción de la posibilidad de ganar un gran premio, y algunos incluso juegan regularmente con la esperanza de tener la suerte de ganar.